# Myriangiopsis sulphurea
Myriangiopsis sulphurea är en svampart som först beskrevs av Georg Winter, och fick sitt nu gällande namn av Henn. 1902. Myriangiopsis sulphurea ingår i släktet Myriangiopsis, klassen Dothideomycetes, divisionen sporsäcksvampar och riket svampar.   Inga underarter finns listade i Catalogue of Life.